# ワイオミング州議会
ワイオミング州議会(英語:The Wyoming State Legislature)は、アメリカ合衆国ワイオミング州の立法府である。両院制の州議会で、62名の州下院と31名の州上院から成る。議会はシャイアンのワイオミング州会議事堂で開かれる。いずれの議会にも任期制限はない。
2023年に開会した現在の議会は共和党が超多数を占めており、下院62議席のうち57議席、上院31議席のうち29議席を共和党が占めている。

## 歴史
ワイオミング州議会は、他の西部の州と同様、領土議会として始まり、他の本格的な州議会とほぼ同じ（すべてではないが）議会規則を持っていた。

### 女性参政権
領土時代、州議会は、米国における女性参政権運動において重要な役割を果たした。南北戦争からわずか4年後の1869年、アメリカやイギリスなどで女性の参政権が政治問題として大きく取り上げられるようになる35年も前に、州議会は21歳以上のすべての女性に選挙権を与えた。
この州議会の動きにより、ワイオミング州は、女性に選挙権が明確に認められた米国初の準州となった。このニュースは、近隣の他の準州や州にも急速に広まった。1870年、ユタ準州議会はこれに続き、女性に選挙権を与えた。
議会がこのような動きをしたのは、東洋の女性を領土に呼び込んで人口を増やすこと（アメリカでは常に人口が最も少ない州のひとつだった）、新領土を宣伝すること、有権者を増やすこと（既存の政治エリートのため、また人口が少ないため）、女性に参政権を認めるべきだという純粋な懸念など、さまざまな要因があった。
1869年に同州が選挙法を変更したため、アメリカ合衆国議会はワイオミング州とその議会を敵視していた。1889年と1890年にワイオミング州をアメリカの州にするための手続き中、女性参政権を継続する新憲法を作成する際、議会は女性参政権が廃止されない限り州昇格を保留すると脅した。
州議会と準州政府は、ワイオミング州は女性参政権なしで州になるのではなく、準州にとどまるという最後通牒をワシントンに電報で送り返した後、議会は脅しを撤回し、1890年7月10日、ベンジャミン・ハリソン大統領はワイオミング州が米国44番目の州になることに署名した。
州の女性政治への進出は、20世紀に入っても続いた。1925年、民主党のネリー・ロスが米国初の女性州知事に選出された。